# Bitwa pod Seres (1205)
Bitwa pod Seres (bułarski: Битка при Сяр) miała miejsce w czerwcu 1205 roku w pobliżu miasta Seres leżącego na terenie współczesnej Grecji. W bitwie walczyły ze sobą wojska bułgarskie i łacińskie, zakończyła się zdecydowanym zwycięstwem Bułgarów.

## Tło
Po zwycięstwie sił bułgarskich pod Adrianopolem uzyskali oni kontrolę nad większą częścią Tracji poza kilkoma większymi miastami, które cesarz Kałojan planował zdobyć. W czerwcu 1205 roku wyruszył na czele swych wojsk na południowy zachód, przenosząc działania wojenne na tereny znajdujące się pod kontrolą Bonifacego z Montferratu, króla Tessalonikii i wasala Konstantynopola.

## Bitwa
Pierwszym większym ośrodkiem miejskim na drodze wojsk Kałojana było Seres. Łacinnicy na wieść o nadciągającym wrogu zdecydowali się stawić mu czoła w otwartym polu. Gdy jednak doszło do bezpośredniego starcia zostali szybko rozbici i zmuszeni do ucieczki. Gdy wycofywali się do Seres ścigający ich Bułgarzy również przekroczyli mury przejmując, po krótkich walkach kontrolę nad całym miastem z wyjątkiem cytadeli, gdzie schroniło się rycerstwo i żołnierze. Obydwie strony podjęły negocjacje a Kałojan obiecał łacinnikom, iż jeśli poddadzą się bez walki i opuszczą twierdzę to pozwoli im bezpiecznie dotrzeć do granicy bułgarsko- węgierskiej. Oblężeni przystali na te warunki, gdy jednak opuszczali cytadelę otoczyły ich wojska bułgarskie. Rycerzy wymordowano, natomiast żołnierzy niższego stanu oszczędzono.

## Następstwa
Pasmo sukcesów kampanii z 1205 roku uwieńczyło zdobycie Filipopolis, którego mieszkańcy prosili bułgarskiego cesarza o przybycie i objęcie rządów. Była tam jednak także całkiem spora grupa możnych wrogich Bułgarom. Liderem tej frakcji był Aleksy Aspietos. Po ostatecznym zdobyciu miasta Kałojan rozkazał zniszczyć opozycję a Aspietos został powieszony. Mimo licznych sukcesów bułgarskiego cara wojna ciągle trwała, rok później doszło do kolejnej bitwy z krzyżowcami, tym razem pod Rusion.